# Iberis umbellata
Iberis umbellata és una espècie nativa de la regió mediterrània. És una planta anual de 15 a 30 cm d'alt amb les fulles lanceolades i inflorescència en panícula racemosa. El calze és de color viola i la corol·la està composta de quatre pètals blancs, roses o porpres. Els pètals són arrodonits a l'àpex, amb els perifèrics que formen un gran vexillum de 8-10 mm de llargada. El període de florida va de maig a juny. Les flors són hermafrodites i es pol·linitzen per abelles i lepidòpters. El fruit és una síliqua de 7 a 10 mm de llargada.